# 100 funtów izraelskich 1971 Wypuść mój lud
100 funtów izraelskich 1971 Wypuść mój lud – izraelska moneta kolekcjonerska wybita w złocie w 1971 roku w celu uhonorowania Żydów w ZSRR. Monety z okresu funta zostały wycofane z obiegu w 1980 roku. Moneta wybita poza izraelskimi seriami monet kolekcjonerskich.

## Opis monety
Po 1948 roku poparcie ZSRR dla Państwa Izrael zaczęło słabnąć. Władze radzieckie dążyły do przymusowej integracji Żydów ze społeczeństwem radzieckim. Przekładało się to również na stosunek do Zagłady. Sowieci traktowali zwycięstwo w II wojnie jako pokonanie nazizmu, który atakował cały lud pracujący, a nie tylko określone grupy społeczne lub narodowościowe. Ponadto Związek Radziecki zaczął wspierać państwa arabskie w konflikcie bliskowschodnim, co przekładało się na postawy antyżydowskie i antyizraelskie w ZSRR. Żydzi zamieszkujący ZSRR na fali zwycięstw Izraela w konfliktach z państwami arabskimi utożsamiali się coraz bardziej z Izraelem i jego kulturą. W rezultacie władze radzieckie zabraniały obywatelom pochodzenia żydowskiego na emigrację na Bliski Wschód i prześladowały lokalnych działaczy syjonistycznych. Moneta miała na celu uhonorowanie radzieckich Żydów, którzy ze względu na syjonizm byli prześladowani przez Sowietów.
Całość monety zaprojektowana przez Ja’akowa Cima. W porównaniu do monety srebrnej, złota posiada obrzeże dookoła.

### Awers
W lewej, górnej części pola monety znajduje się herb Izraela. Po prawej, lekko w dół, nominał oraz nazwa waluty „100 לירות ישראליות” (100 funtów izraelskich). Po lewej od herbu, wzdłuż rantu, znajdują się nazwa państwa po angielsku, hebrajsku (ישראל) i arabsku (اسرائيل). Rok wybicia i emisji wg kalendarza żydowskiego oraz kalendarza gregoriańskiego „תשל"א 1971” znajdują się na lewo na skos pod nominałem. Na dole awersu widnieje znak mennicy „מ”.

### Rewers
Na rewersie przedstawiono słońce skryte za pionowymi pasami o nieregularnej grubości. Po prawej stronie słońca wybito hasła, jedno pod drugim, w języku hebrajskim - „שלח את עמי”, i angielskim - „LET MY PEOPLE GO”.

Cytat ten pojawia się w Biblii w Księdze Wyjścia, kiedy Mojżesz i Aaron spotkali się z faraonem, aby przekazać mu wiadomość od Boga:

Potem udali się Mojżesz i Aaron do faraona i powiedzieli mu: «Tak powiedział Pan, Bóg Izraela: Wypuść mój lud, aby urządził na pustyni uroczystość ku mojej czci».

Słowa „Let my people go” stały się mottem marszu solidarności z sowieckimi Żydami zorganizowanego w Stanach Zjednoczonych przez Natana Szaranskiego w 1987 roku. Zacytował je również prezydent Stanów Zjednoczonych Ronald Reagan podczas rozmowy z Sekretarzem Generalnym KPZR Michaiłem Gorbaczowem, która miała dotyczyć sytuacji Żydów w ZSRR i zezwoleniu na ich emigrację.

### Pozostałe
Opis:
- Waga: 22 g
- Średnica: 30 mm
- Kruszec: Au 900
- Stempel: lustrzany
- Liczba wybitych sztuk: 9956
- Mennica: Swissmint (Berno, Szwajcaria)